# Guarda (empunhadura)
Guarda ou Guarda-mão ("Guardia" em italiano, "Garde" em francês e "Hilt" em inglês), em terminologia de armas de lâmina (faca, punhal, espada ou baioneta) é uma proteção para a mão que empunha a arma.

## Características
A guarda é usada para evitar que a mão do usuário deslize em direção à lâmina quando se efetua um ataque, quanto pra proteger a mão do usuário seja atingida por um golpe do oponente.

A guarda pode ser uma guarda cruzada ou "quillon" (a mais simples e comum); um nó de borla ou uma chapa frontal ou que envolva a mão que esteja empunhando a arma.
A empunhadura de uma arma branca, é geralmente constituída de:
- guarda: já descrita.
- punho: parte por onde se segura a arma, uma haste de madeira, osso, metal ou outro material, podendo ou não ser recoberto por couro, cadarços ou pano entrelaçado.
- pomo: parte saliente que fica no extremo do punho próximo a quem empunha a arma.
- espiga: prolongamento da lâmina que passa por dentro do punho.

Alguns exemplos de guarda em espadas.
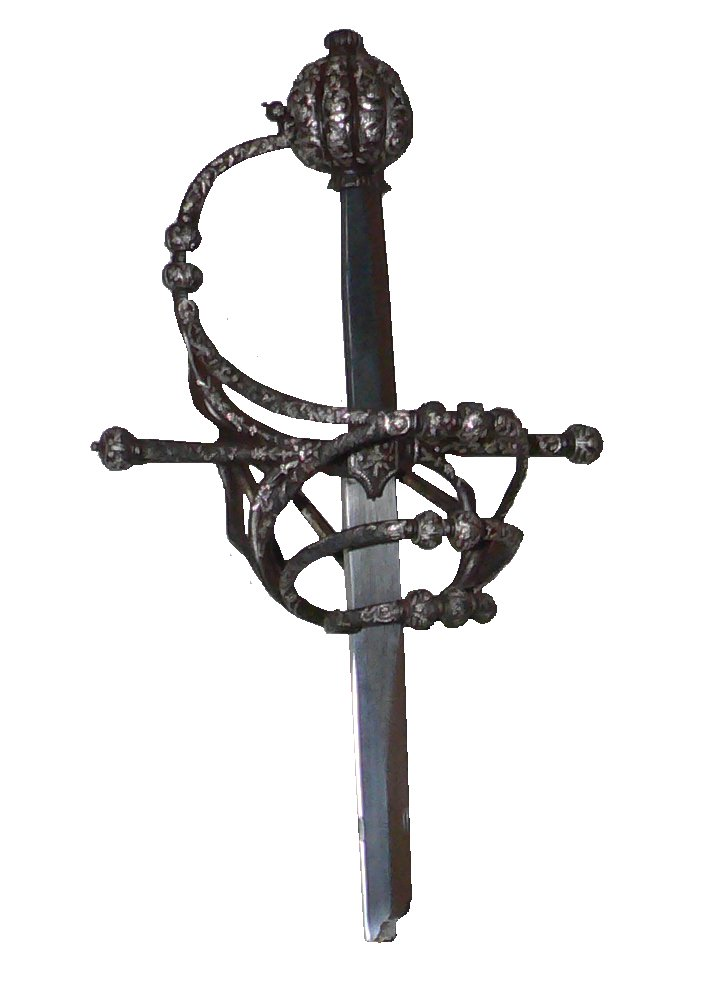
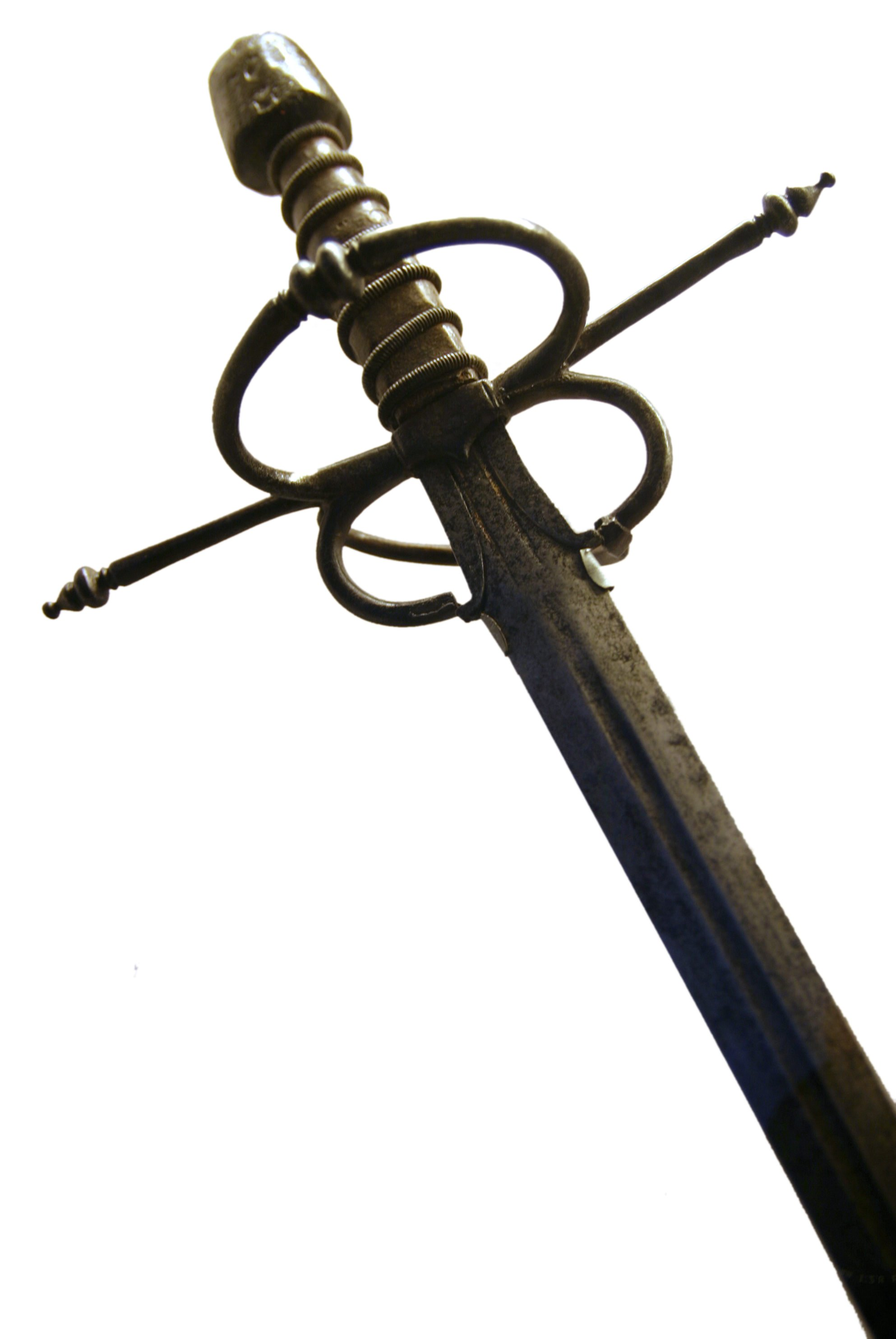
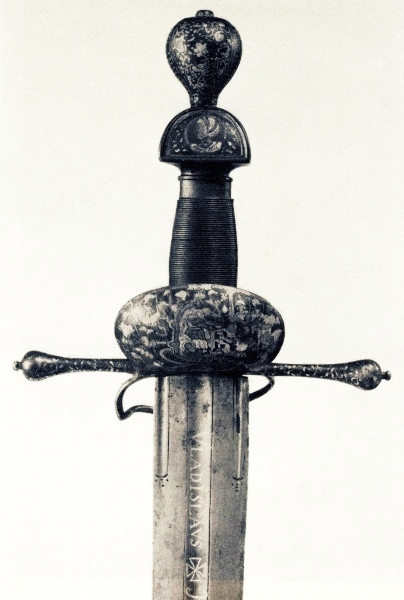